# Маунт-Вернон (Міссурі)
Маунт-Вернон (англ. Mount Vernon) — місто (англ. city) в США, в окрузі Лоуренс штату Міссурі. Населення — 4526 осіб (2020).

## Географія
Маунт-Вернон розташований за координатами 37°6′20″ пн. ш. 93°49′10″ зх. д. / 37.10556° пн. ш. 93.81944° зх. д. (37.105483, -93.819559).  За даними Бюро перепису населення США в 2010 році місто мало площу 10,01 км², уся площа — суходіл.

## Демографія
Згідно з переписом 2010 року, у місті мешкало 4575 осіб у 1810 домогосподарствах у складі 1101 родини. Густота населення становила 457 осіб/км².  Було 2013 помешкання (201/км²).
Расовий склад населення:
| - 95,3 % — білих - 1,3 % — корінних американців - 0,5 % — азіатів - 0,4 % — чорних або афроамериканців |

До двох чи більше рас належало 1,9 %. Частка іспаномовних становила 2,1 % від усіх жителів.
За віковим діапазоном населення розподілялося таким чином: 24,1 % — особи молодші 18 років, 54,2 % — особи у віці 18—64 років, 21,7 % — особи у віці 65 років та старші. Медіана віку мешканця становила 40,3 року. На 100 осіб жіночої статі у місті припадало 94,7 чоловіків;  на 100 жінок у віці від 18 років та старших — 89,9 чоловіків також старших 18 років.
Середній дохід на одне домашнє господарство  становив 40 327 доларів США (медіана — 32 975), а середній дохід на одну сім'ю — 52 015 доларів (медіана — 45 337). Медіана доходів становила 34 985 доларів для чоловіків та 27 639 доларів для жінок. За межею бідності перебувало 13,4 % осіб, у тому числі 19,0 % дітей у віці до 18 років та 13,3 % осіб у віці 65 років та старших.
Цивільне працевлаштоване населення становило 1699 осіб. Основні галузі зайнятості: освіта, охорона здоров'я та соціальна допомога — 30,8 %, виробництво — 26,5 %, роздрібна торгівля — 10,5 %, мистецтво, розваги та відпочинок — 5,7 %.